# Oreogrammitis murrayana
Oreogrammitis murrayana är en stensöteväxtart som först beskrevs av Carl Frederik Albert Christensen, och fick sitt nu gällande namn av Barbara S. Parris. Oreogrammitis murrayana ingår i släktet Oreogrammitis och familjen Polypodiaceae. Inga underarter finns listade.